# Ginnastica ai Giochi della IX Olimpiade - Concorso a squadre femminile
La competizione del concorso a squadre femminile di Ginnastica artistica dei Giochi della IX Olimpiade si è svolta allo Stadio Olimpico di Amsterdam dall'8 al 9 agosto 1928.

## Risultati
Dodici atlete per squadra.
| Pos.    | Nazione       | Atleti | Punti Totali | Punteggi alle singole prove | Punteggi alle singole prove | Punteggi alle singole prove |
| Pos.    | Nazione       | Atleti | Punti Totali | Corpo libero                | Attrezzi                    | Volteggio                   |
| ------- | ------------- | --- | ------------ | --------------------------- | --------------------------- | --------------------------- |
| Oro     | Paesi Bassi   | Estella Agsteribbe, Jacomina van den Berg, Alida van den Bos, Petronella Burgerhof, Elka de Levie, Helena Nordheim, Anna Polak, Petronella van Randwijk, Hendrika van Rumt, Judikje Simons, Jacoba Stelma, Anna van der Vegt           | 316,75       | 98,50                       | 110,00                      | 108,25                      |
| Argento | Italia        | Bianca Ambrosetti, Lavinia Gianoni, Luigina Giavotti, Virginia Giorgi, Germana Malabarba, Clara Marangoni, Luigina Perversi, Diana Pizzavini, Anna Tanzini, Carolina Tronconi, Ines Vercesi, Rita Vittadini                            | 289,00       | 92,75                       | 102,00                      | 94,25                       |
| Bronzo  | Gran Bretagna | Annie Broadbent, Lucy Desmond, Margaret Hartley, Amy Jagger, Isobel Judd, Jessie Kite, Marjorie Moreman, Edith Pickles, Ethel Seymour, Ada Smith, Hilda Smith, Doris Woods                                                             | 258,25       | 88,75                       | 94,50                       | 75,00                       |
| 4       | Ungheria      | Valéria Frantz-Herpich, Mária Hámos, Aranka Hennyei, I. Hennyei, Anna Kael, Margit Kövessi, Margit Pályi, E. Ruda, Irén Rudas, Aranka Szeiler, Ilona Szöllõsi, Judit Tóth                                                              | 256,50       | 99,25                       | 78,00                       | 79,25                       |
| 5       | Francia       | Mathilde Bataille, Honorine Delescluse, Louise Delescluse, Galuëlle Dhont, Valentine Héméryck, Paulette Houtéer, Georgette Meulebroeck, Renée Oger, Antonie Straeteman, Jeanne Vanoverloop, Berthe Verstraete, Geneviève Vankiersbilck | 247,50       | 83,50                       | 87,50                       | 76,50                       |

## Curiosità
Cinque delle 12 atlete della squadra di ginnastica olandese era costituito da ragazze di origine ebraica: Estella Agsteribbe, Helena Nordheim, Anna Polak, Elka de Levie, e Judikje Simons.
Anche il coach Gerrit Kleerekoper era di origine ebraica. Ad esclusione della de Levie, morirono tutti durante le persecuzioni naziste.